# حسین عبدالباقی
حسین عبدالباقی (آذر ۱۳۶۰ – ناپدید شده در ۲ خرداد ۱۴۰۱) مدیر عامل و رئیس هیئت مدیره هلدینگ عبدالباقی و مالک ساختمان متروپل آبادان بود. بعد از فروریختن ساختمان متروپل آبادان ابتدا خبر بازداشت وی منتشر شد اما بعداً جنازه غیرقابل تشخیصی با اسناد هویتی به او نسبت داده شد.
در تاریخ ۱۲ خرداد ۱۴۰۱، ویدیوئی از دفتر وی منتشر شد که نشان می‌دهد دفتر او صحیح و سالم است. پیش‌تر رسانه‌ها اعلام کرده بودند که او هنگام فروریختن ساختمان در دفترش حضور داشت.

## هلدینگ عبدالباقی
حسین عبدالباقی مدیرعامل و رئیس هیئت‌مدیره هلدینگ عبدالباقی که یک شرکت خانوادگی ساخت برج‌های مسکونی و اداری، انبوه‌سازی و شهرک‌سازی بود. بازار سنتی فیدوس، شهرک خودرویی آبادان و مجتمع تجاری الماس الوند از جمله پروژه‌هایی است که این شرکت ساخته و برج شماره دو ساختمان متروپل آبادان که در خرداد ۱۴۰۱ فروریخت نیز در میان پروژه‌های در دست ساخت این شرکت بود. ساختمان شماره یک ساختمان متروپل آبادان سال ۱۳۹۹ افتتاح و بهره‌برداری شده بود.

## ارتباط با علی شمخانی
بر اساس مجموعه اسنادی که به ایران اینترنشنال رسیده، موعود شمخانی، برادرزاده علی شمخانی، دبیر شورای عالی امنیت ملی و نماینده خامنه‌ای در این نهاد، حسین عبدالباقی را برای سرمایه‌گذاری به شهرداری آبادان معرفی کرده.
بر اساس این سند، موعود شمخانی، معاون وقت منطقه آزاد اروند، گروه ساختمان‌سازی عبدالباقی را که مالک پروژه متروپل هستند، برای انجام امور اداری و مشارکت در یک پروژه ساختمانی، به شهرداری آبادان معرفی کرده‌است.
اسناد رسیده به ایران اینترنشنال همچنین نشان از حمایت گسترده مقام‌های جمهوری اسلامی و مقام‌های محلی خوزستان از عبدالباقی دارند.

## حادثه ریزش متروپل
در ساعت ۱۲:۴۰ دقیقه روز دوشنبه ۲ خرداد ۱۴۰۱ قسمت‌هایی از برج دوقلوی ۱۱طبقه متروپل آبادان فروریخت.

پس از این اتفاق، رئیس کل دادگستری استان خوزستان دستور بررسی دقیق حادثه و برخورد با عاملان حادثه را صادر کرد و به همین منظور پیمانکار و مالک ساختمان متروپل آبادان بازداشت شدند. بعد از گذشت مدتی از انتشار این خبر اعلام شد این خبر اشتباه بوده‌است.

## بعد از ریزش متروپل
یک روز بعد از حادثه در تاریخ ۳ خرداد دادستانی و پزشکی قانونی خوزستان خبر از جنازه غیرقابل تشخیصی داد و با توجه به اذعان سازمان پزشکی قانونی و دادستانی مبنی بر غیرقابل تشخیص بودن جسد، صدا و سیمای جمهوری اسلامی و خبرگزاری‌ها اعلام کردند که خانوادهٔ حسین عبدالباقی تأیید کرده‌اند که جسد اوست همچنین دادستان عمومی و انقلاب مرکز استان خوزستان از تأیید هویت جسد وی در پزشکی قانونی با تست ژنتیک خبر داد. دادستان عمومی و انقلاب خوزستان در حالی این مطلب را بیان کرده‌است که دریافت پاسخ تست ژنتیک از سه روز تا چندین هفته زمان می‌برد.
علاوه بر این، تصاویری منتسب به جسد حسین عبدالباقی منتشر شده‌است. اما گمانه‌زنی‌ها در مورد حیات وی جریان دارد. کلیپی بعد از فروریختن منتشر شد که مشخص شد این تشابه چهرهٔ او با کارگری است که درحال امدادرسانی بوده‌است. بعد از آن کلیپ دیگری در فضای مجازی پخش شد که شباهت فردی در دوبی به او را نشان می‌دهد. در اعتراضاتی در آبادان نیز مردم با شعار «عبدالباقی نمرده» و «عبدالباقی بی‌شرف»، مرگ او را باور ندارند.
محمدحسین احمدی شاهرودی نماینده مردم خوزستان در مجلس خبرگان رهبری عصر ۱۰ خرداد در مراسم یادبود جانباختگان حادثه فروریختن ساختمان متروپل آبادان که به همت خوزستانی‌های مقیم تهران در مسجد ولیعصر برگزار شد در قسمتی از سخنرانی خود گفت
ما نمی‌دانیم این آقای عبدالباقی واقعا عبدالباقی است هنوز یا عبدالفانی است؟ کجا یقه‌اش را بگیریم و محکومش کنیم به پرداخت خسارت‌های مالی؟— محمدحسین احمدی شاهرودی، 